# Biserica Cuțitul de Argint
Biserica Cuțitul de Argint este un monument istoric aflat pe teritoriul municipiului București, opera lui Nicolae Ghica-Budești.

## Galerie

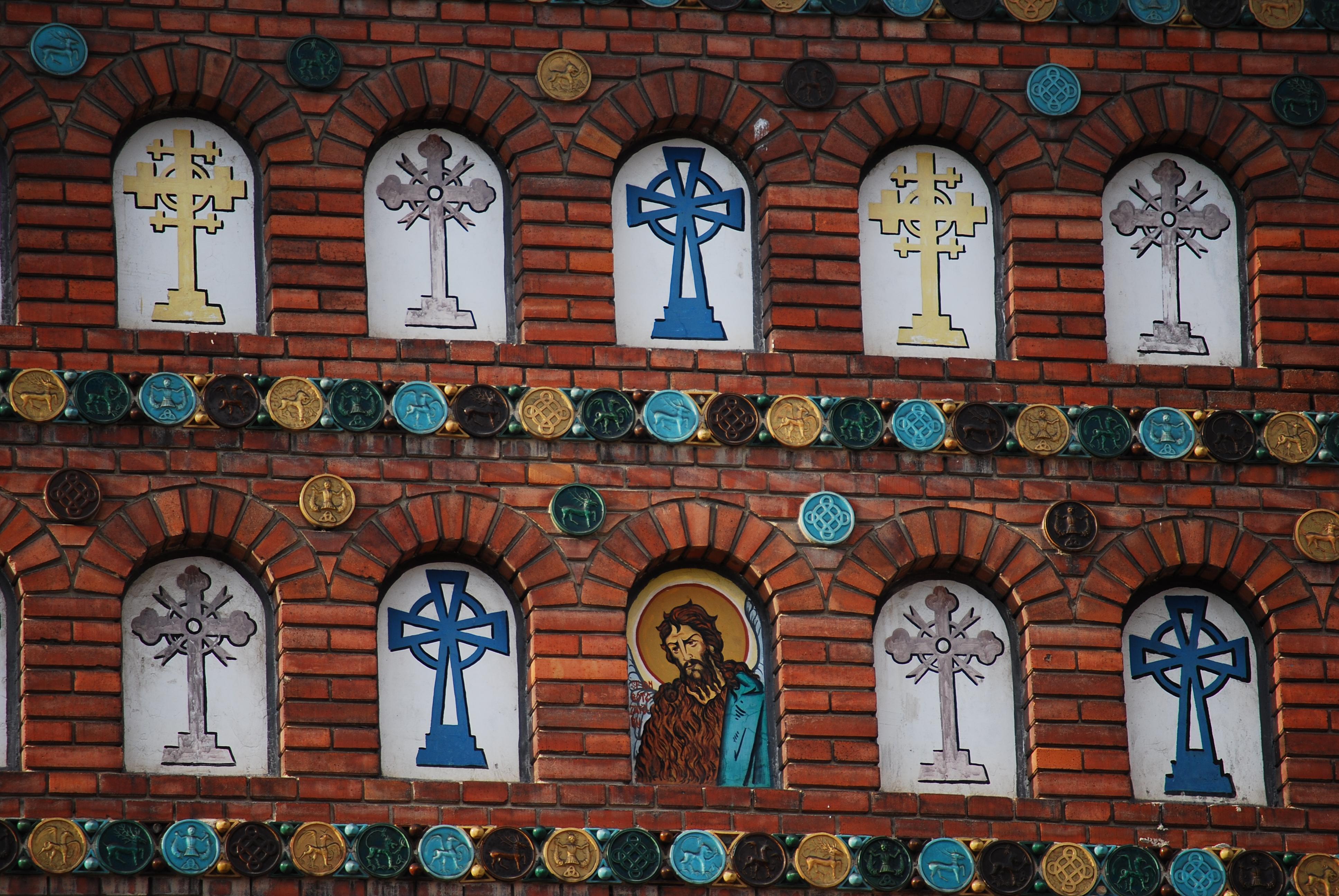
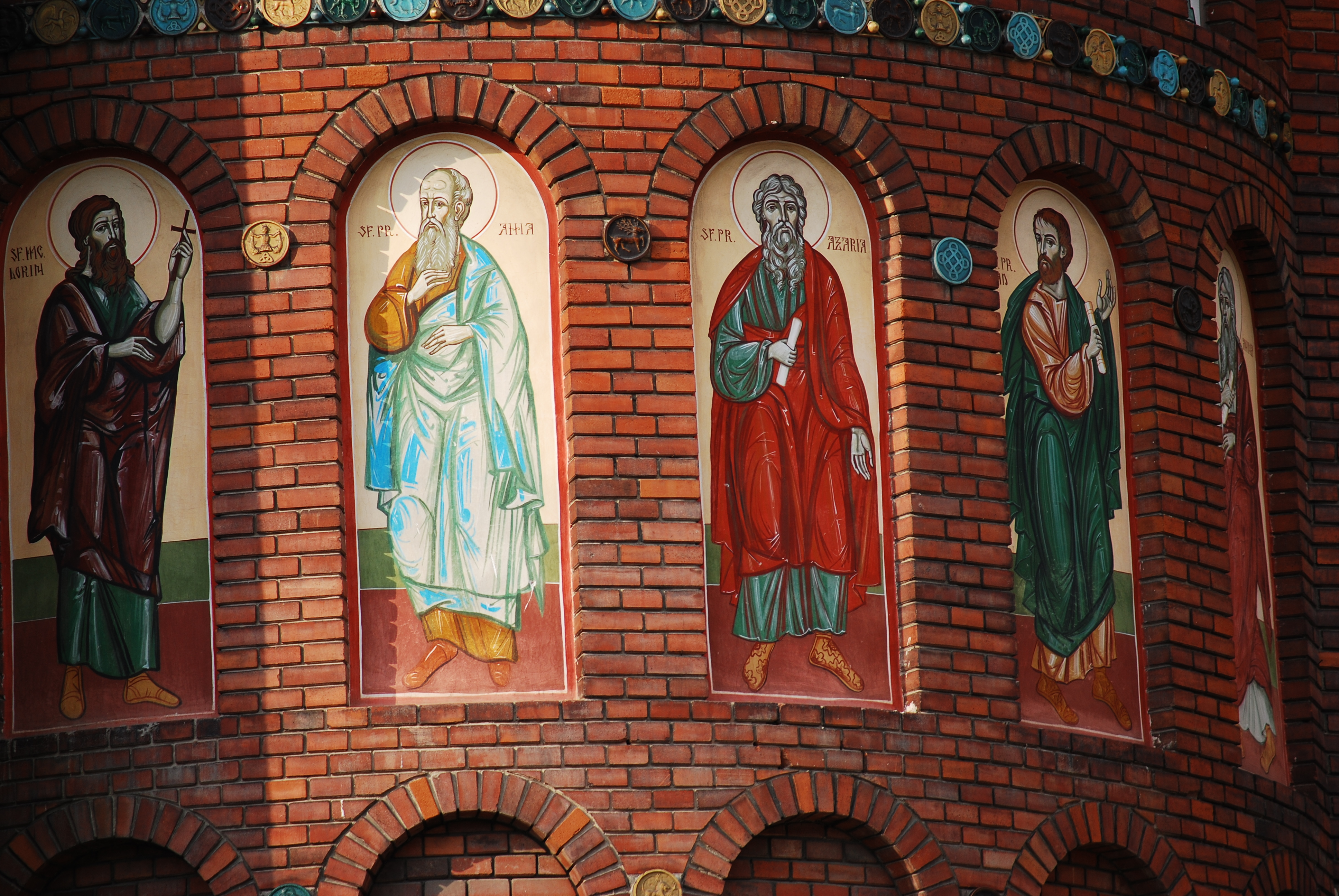
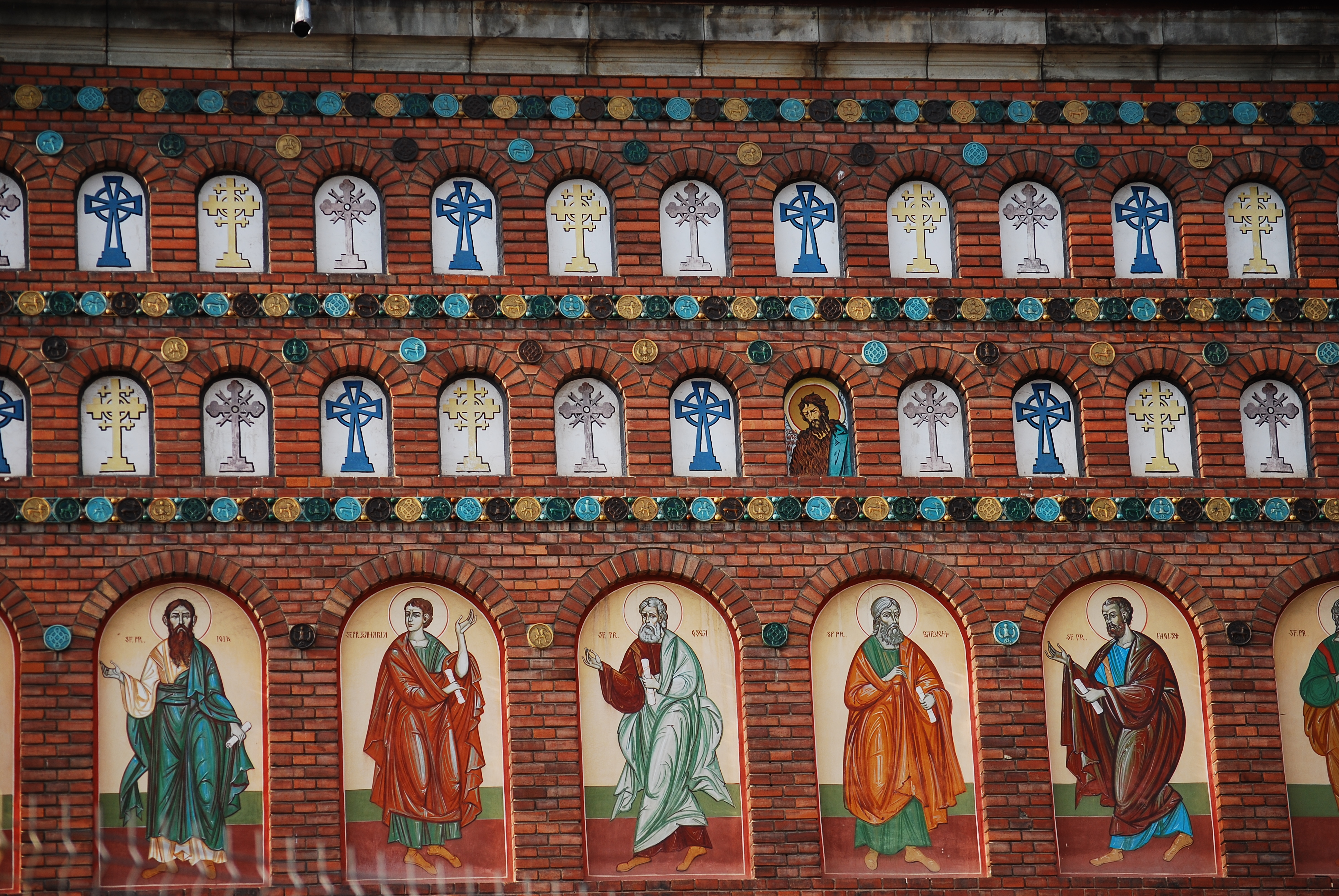